# 509 p.n.e.
| [ Edytuj tabelę ] |                                                                       |
| Władca Chin       | - 520 p.n.e. Jingwang 476 p.n.e.                                      |
| Król Kartaginy    | - 510 p.n.e. Hamilkar Magonida 480 p.n.e.                             |
| Król Macedonii    | - 547 p.n.e. Amyntas I 498 p.n.e.                                     |
| Władca Persji     | - 522 p.n.e. Dariusz Wielki 486 p.n.e.                                |
| Król Rzymu        | - 534 p.n.e. Tarkwiniusz II 509 p.n.e.                                |
| Król Sparty       | - 520 p.n.e. Kleomenes I 490 p.n.e. - 515 p.n.e. Demaratos 491 p.n.e. |
| Król Syngalezów   | - 543 p.n.e. Widźaja 505 p.n.e.                                       |

Rok 509 p.n.e.
stulecia: VII wiek p.n.e. ~
VI wiek p.n.e. ~
V wiek p.n.e.

lata: 519 p.n.e. «
513 p.n.e. «
512 p.n.e. «
511 p.n.e. «
510 p.n.e. «
509 p.n.e. »
508 p.n.e. »
507 p.n.e. »
506 p.n.e. »
505 p.n.e. »
499 p.n.e.

## Wydarzenia
- 13 września – (244 ab urbe condita) – konsekracja Świątyni Jowisza na Kapitolu, pierwsza pewna data w historii Rzymu.
- Po usunięciu etruskiego króla Tarkwiniusza Pysznego (509 p.n.e.) wprowadzono republikę w Rzymie.
- Król Persji Dariusz I zakończył podbój Pendżabu.
- Wprowadzenie w Atenach przez Klejstenesa ostracyzmu, nowej formy sądu tajnego.

## Zmarli
- Lucjusz Juniusz Brutus, pierwszy konsul republiki rzymskiej